# Estació d'esquí Tavascan
L'Estació d'esquí Tavascan, també anomenada Estació d'Alta Muntanya Tavascan Pleta del Prat, és una estació d'esquí del poble de Tavascan, en el terme municipal de Lladorre, a la comarca del Pallars Sobirà.
Està situada al voltant del Refugi de la Pleta del Prat, al torrent de Mascarida.
L'estació va obrir l'any 1991. És una estació mixta amb una àrea d'esquí alpí i una àrea d'esquí de fons. L'àrea alpina disposa de set pistes, amb un telecadira biplaça de 500 metres de desnivell, un telesquí i una cinta de debutants. L'àrea nòrdica disposa de 14 quilòmetres de circuits marcats, entre les cotes 1.750 i 2.100 m.